# Norberto Jung

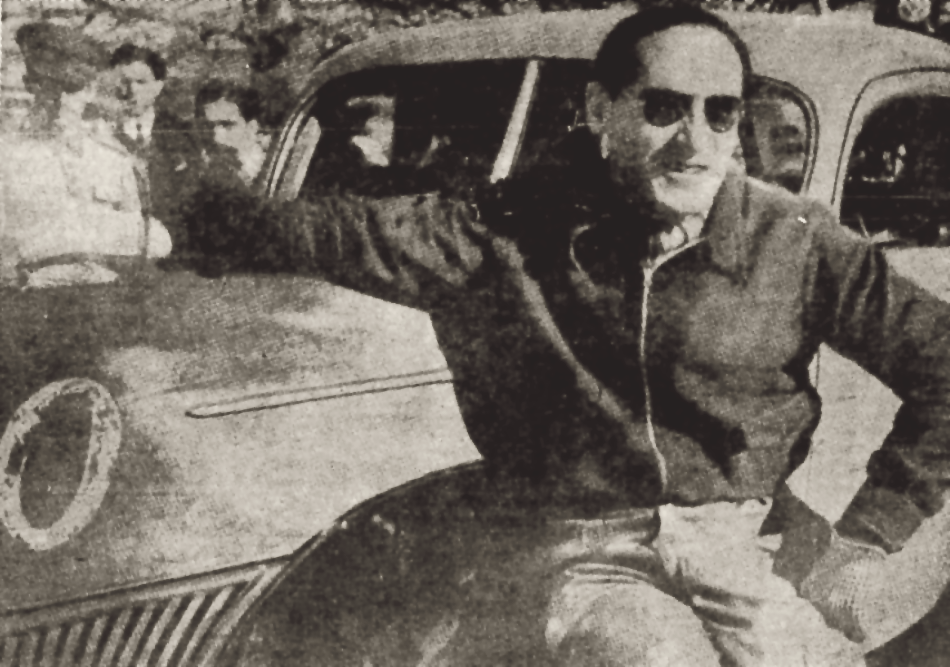
Norberto Jung

Norberto Jung, conhecido como o "Pintacuda dos Pampas" (Porto Alegre, 19 de junho de 1903 — , 11 de junho de 1976) foi um piloto automobilístico brasileiro. Foi um dos mais destacados pilotos de carreteira do Rio Grande do Sul e considerado o maior vencedor de corridas de longo percurso em estradas no Brasil.
É considerado um dos iniciadores do automobilismo de competição em solo gaúcho e, entre outras coisas, foi fundador da Escuderia Galgos Brancos, que tornou-se famosa no país por reunir pilotos de ponta, entre os quais Catarino Andreatta.

## Trajetória no automobilismo

### Primeiros anos
Norberto Jung era filho único do casal Guilherme Jung Filho e Ida Carneiro Jung, ambos descendentes de imigrantes, ele de alemães, e ela de portugueses. Seu pai se dedicava a importação e comércio de tecidos. Buscando melhorias na relação comercial, a família Jung viajou para a Alemanha na infância de Norberto, onde permaneceu durante dois anos, tempo em que aproveitaram para conhecer a Europa.
Ainda jovem, Jung aprendeu e começou a se dedicar ao comércio de automóveis. Em 1925, aos 22 anos de idade, se casou com Noemi Teixeira de Carvalho e tiveram um único filho.
A carreira no automobilismo teve início em 13 de maio de 1927, quando tinha apenas 24 anos de idade, participando de corrida do Circuito de Outono, realizado em Porto Alegre, classificando-se em quarto lugar pilotando um Dodge monoposto que levava o número 5.
Naquele mesmo ano de 1927, foi realizada a Primeira Exposição de Automóveis na capital gaúcha, no bairro Menino Deus. No dia 20 de novembro, Jung participou da Segunda Prova do Quilômetro Lançado (prova de arrancada da época) no Rio Grande do Sul, quando ele se classificou em primeiro lugar com aquele Dodge monoposto, agora com o número 17, fazendo a média de 139 quilômetros por hora e, em segundo lugar também, pois, competiu com dois carros diferentes.

### Anos 1930
No período de 28 de março a 1º de abril de 1934, acontecia uma das mais emocionantes corridas de automóveis da época, a grande prova Montevidéu-Porto Alegre-Montevidéu, ao longo de 2.035 quilômetros de estradas, em várias etapas. Dezesseis carros foram inscritos, porém, apenas sete deles concluíram o percurso, devido às grandes dificuldades das estradas, e Norberto Jung estava entre eles, desta vez pilotando um Ford com motor V8, classificando-se em terceiro lugar. No ano seguinte, dia 15 de novembro, foi realizado o Primeiro Circuito da Cidade de Porto Alegre, em comemoração à Revolução Farroupilha, ocasião em que Jung, novamente com o carro Ford V8 monoposto, obteve a vitória.
O internacionalmente disputado e conhecido Circuito da Gávea, no Rio de Janeiro, em sua quarta edição, em 7 de junho de 1936, contou com a presença de Jung que, a bordo de um carro Ford V8 monoposto adaptado, chegou em quinto lugar.
Em 1937, piloto alcançou sua primeira grande vitória em âmbito internacional em outra das mais famosas corridas de longo percurso por estradas, entre Montevidéu e Rio de Janeiro, com distância de 3.200 quilômetros. A corrida, reunindo pilotos de vários países sul-americanos, foi cumprida em oito etapas, sendo que, numa delas, os participantes pernoitaram na cidade de Tijucas, em Santa Catarina.  Correndo com um carro Ford V8 com o número 20, Jung venceu a maratona e se consagrou nacionalmente, sendo recebido pelo presidente Getúlio Vargas, gaúcho e fã de automobilismo como ele. Outro gaúcho - João Caetano Pinto - chegou em segundo lugar, com um carro Ford V8 também, com o número 23.
Ainda em 1937 Jung estava, em 6 de junho, na largada do V Circuito da Gávea, com seu Ford V8 adaptado enfrentando os estrangeiros e suas máquinas, mas não conseguiu a vitória, ficando em nono lugar; Benedicto Lopes foi o melhor brasileiro classificado na prova, chegando em sexto lugar com seu Alfa Romeo modelo Grand Prix.
No ano seguinte participou, em 17 de abril, do Circuito do Cristal, quando se classificou em terceiro lugar. Ainda em 1938, Norberto Jung participou das duas provas disputadas na Gávea; na primeira, em 29 de maio, abandonou logo após completar a primeira volta e, na segunda, seu infortúnio foi ainda maior, tendo abandonado antes de completar a primeira volta.
Em 28 de dezembro de 1938, participou do Raid Montevidéu-Rivera-Montevidéu, classificando-se em terceiro lugar. Em fevereiro de 1939 obteve vitória numa das últimas provas da década de 1930, a prova Porto Alegre-Tramandaí. Nessa prova, Catarino Andreatta, que já fazia parte da Scuderia Galgos Brancos, chegou em segundo lugar.
Em setembro de 1939, Jung colocou seu Ford V8 adaptado de corrida num caminhão e se deslocou para São Paulo, onde seria inaugurado o primeiro autódromo da América do Sul, o Autódromo de Interlagos. Mas a prova foi cancelada devido às fortes chuvas, e a inauguração acabou acontecendo só no dia 12 de maio do ano seguinte.

### Anos 1940
Em maio de 1940, quando da inauguração do Autódromo de Interlagos, Jung levou seu carro de avião e, apesar de muito bem preparado, chegou em nono lugar na geral e em terceiro na categoria "adaptados", levando um prêmio de seis contos de reis e o troféu Commendador Sabbado D'Angelo.
No ano de 1940 aconteceu mais um abandono, no Raid Rio de Janeiro-Porto Alegre, em comemoração ao bicentenário de Porto Alegre. Ainda nesse ano venceu o Circuito da Charqueada. Em seguida, estava marcada a Grande Prova Getúlio Vargas e Jung enviou uma carta para Herbert Moses, presidente do Automóvel Clube do Brasil. Trecho de notícia publicada no jornal A Noite do dia 30 de abril informava que ele: "... permitiu-se o direito de censurar os integrantes da Comissão Esportiva, classificando-os de tecnicamente incompetentes para dirigir ou organizar a prova Getulio Vargas". Indo além, Jung aconselhou Moses a contratar um técnico argentino, pois só assim aquela prova poderia ser levada a bom termo. Sua carta foi considerada um ato de indisciplina e o capitão Sylvio Santa Rosa, presidente da Comissão Esportiva, o suspendeu por seis meses em nível nacional.
Nesse mesmo ano, na época em que seria disputado Circuito da Charqueada, aconteceram muitas chuvas e consequentes inundações que resultaram em 40 mil desabrigados. A Associação dos Volantes, o Touring Club e o jornal Folha da Tarde resolveram promover o Circuito do Cristal em junho, em beneficio dos desabrigados. Só que as constantes chuvas provocaram o adiamento da prova por diversas vezes, até que foi realizada em 29 de junho, mesma data da Prova Getúlio Vargas, motivo pelo qual nenhum piloto gaúcho participou do evento nacional. Norberto Jung venceu brilhantemente a prova beneficente. A prova seguinte ocorreu em 15 de fevereiro de 1942, o Circuito de Vacaria, com vitória de Catarino e Jung em segundo lugar.
A crise gerada pela Segunda Guerra Mundial levou o governo a proibir a circulação de veículos movidos a gasolina, então a saída foi usar o gasogênio como combustível, inclusive nas corridas. Novamente o Touring e o jornal Folha da Tarde organizaram a primeira prova desse tipo em solo gaúcho, no dia 18 de julho de 1943, o Circuito do Cristal. Participaram 30 pilotos, entre eles Jung com seu Ford usando gasogênio, e a vitória ficou com Catarino Andreatta, tendo Jung sec classificado em quarto lugar. No ano seguinte, em 10 de setembro, uma nova corrida com gasogênio, novamente no Circuito do Cristal, com nova vitória de Catarino e Jung classificando-se, dessa vez, em terceiro lugar.
Finda a guerra, o automobilismo gaúcho retomou suas atividades, mas Jung havia abandonado as pistas, mas não se afastado das competições; continuou participando como delegado do Automóvel Clube do Brasil.

### Últimos anos
No final da década de 1940, Jung envolveu-se em um acidente de trânsito, resultando em múltiplas fraturas no braço esquerdo. Como a medicina ortopédica da época ainda não tinha os recursos atuais, os médicos optaram pela amputação do membro. Depois de um período de recuperação e adaptação, ele voltou a dirigir normalmente, até mesmo carros sem ajustes especiais para amputados.Teve uma vida normal, não abandonando também outra de suas paixões, as cavalgadas, e continuou também suas atividades na empresa Ribeiro Jung S/A.

## Homenagens
Um reconhecimento dos automobilistas a esse grande piloto veio com a realização, no dia 9 de setembro de 1951, da Prova Norberto Jung, com largada na cidade de Erechim, passando por Cruz Alta e terminando em Passo Fundo. Sagrou-se vencedor o piloto Aido Firnardi, o "Rei das Curvas", representante de Passo Fundo.
Também em sua homenagem, uma rua do bairro Rubem Berta, em Porto Alegre, recebeu seu nome.